# Шипанська Лука
42°44′ пн. ш. 17°52′ сх. д. / 42.73° пн. ш. 17.86° сх. д.
Шипанська Лука (хорв. Šipanska Luka) — населений пункт у Хорватії, в Дубровницько-Неретванській жупанії у складі міста Дубровник.

## Населення
Населення за даними перепису 2011 року становило 212 осіб.
Динаміка чисельності населення поселення: